# Индийцы в США
Индийцы в США — американское население индийского происхождения, являются частью азиатского населения страны.
В английском языке термин Indian имеет двоякое значение, так как исторически служит для обозначения коренного населения американского континента. Во избежание неточностей обычно используются выражения American Indian или East Indian, в последние годы используется также выражение South Asian.

## История
- 1899—1914: Первая заметная волна миграции индийцев, большинство из них — сикхи из региона Пенджаб. Мигрировали главным образом в Калифорнию для занятия сельским хозяйством и поиска работы.
- 1912: В городе Стоктон (Калифорния), открылся первый храм сикхов.
- 1917: Двумя третями голосов в конгрессе был одобрен Barred Zone Act, запрещающий азиатам, в том числе индийцам иммигрировать в страну.
- 1923: Верховный суд США в решении по делу «США против Багата Сигха Тинда» запретил натурализацию индийцев, как не являющимися представителями белой расы, уточнив, что для целей законодательства к белым надо относить людей «в общепринятом, а не научном смысле»[5]
- 1943: Республиканцы представляют законопроект о натурализации индийцев в США. Президент страны, Франклин Рузвельт также призывает к окончанию «нормативной дискриминации индийцев».
- 1946: Президент Гарри Трумэн возвращает индийцам право на иммиграцию и натурализацию.
- 1965: Президент Джонсон, подписав INS Act of 1965 исключает квоты на иммиграцию по странам и вводит иммиграционную программу на основе профессионального опыта и образования.

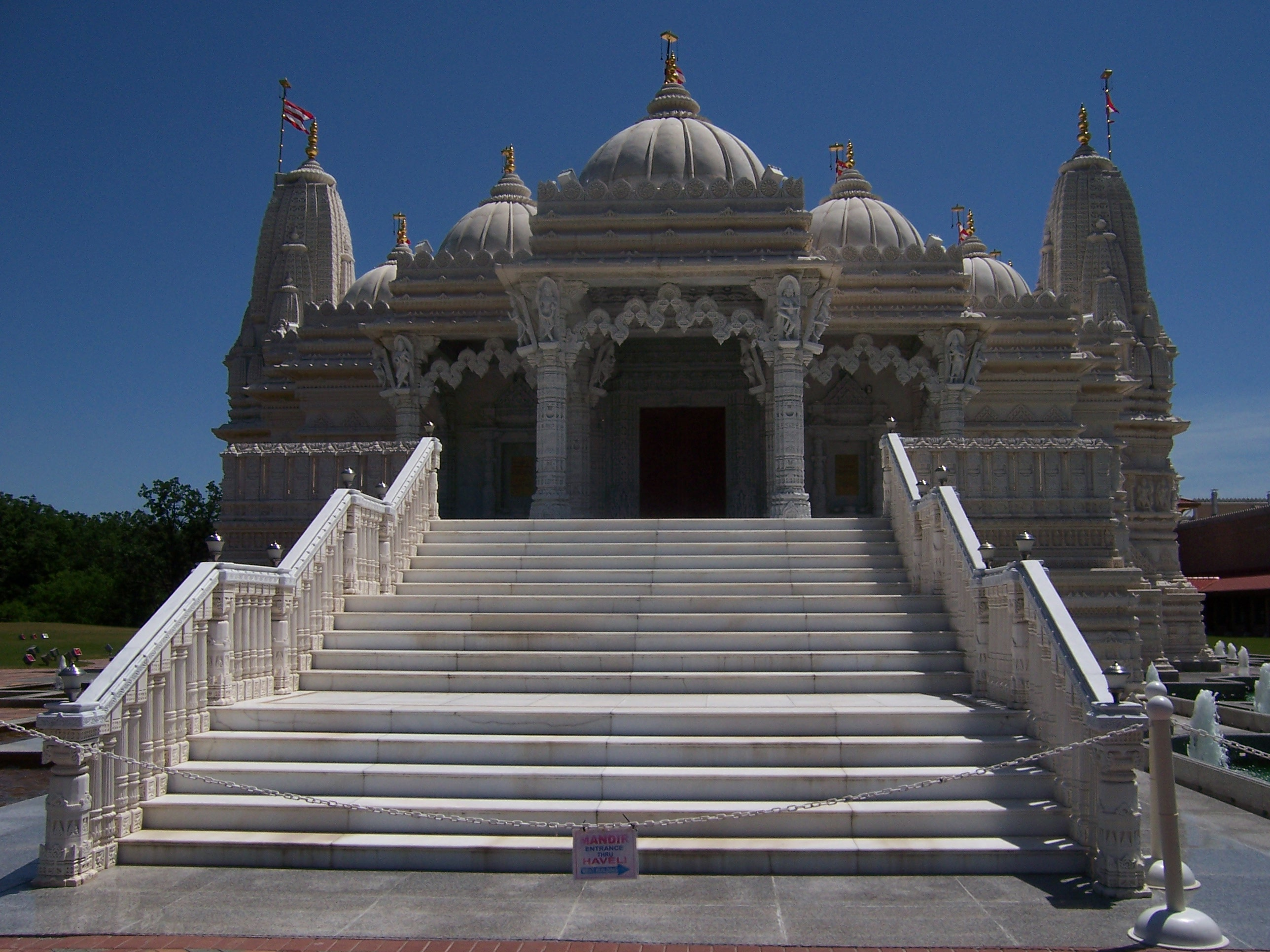
Индуистский храм в Чикаго

## Численность и расселение
Согласно статистике, численность индийцев в стране возросла от 1 679 тыс. чел в 2000 г. до 2 570 тыс. чел. в 2007 г. Уровень прироста составил 53 % — самый высокий среди азиатского населения США. Это делает индийскую диаспору в стране третьей по численности среди азиатов, после китайцев и филиппинцев.
Из общего числа иммигрантов в США в 2006 г. (1 266 тыс. чел.), иммигранты из Индии составили 58 тыс. чел. Миграция индийцев в последние годы — самая высокая из когда-либо зарегистрированной. Согласно переписи, общий рост численности индийцев в стране с 1990 по 2000 гг. составил 105,87 %
Штаты с наибольшей численностью индийского населения: Калифорния, Нью-Йорк, Нью-Джерси, Техас и Иллинойс. Агломерация Нью-Йорка и прилегающие к ней территории соседних штатов служат домом для 600 тыс. индийцев на 2009 г.